# Campionat d'Espanya de natació sincronitzada per equips
El Campionat d'Espanya de natació sincronitzada per equips (en castellà: Campeonato de España de natación sincronizada) és una competició esportiva de clubs espanyols de natació creat l'any 1958. De caràcter anual, la seva primera edició va ser organitzada per la Societat Atlètica Barcelona, la Federació Catalana de Natació i la Federació Espanyola de Natació, Entre els anys 1977 i 2012 es disputaren dos campionats d'Espanya corresponents a la temporada d'hivern i d'estiu. Actualment es disputen les categories de rutina tècnica i lliure. Aquesta disciplina forma part de les proves que es disputen en el Campionat d'Espanya de natació sincronitzada.
Històricament la competició ha estat dominada pels clubs catalans, destacant el CN Kallípolis.

## Historial
| (1) = Nombre de títols Nota: Noms dels equips segons l'època |

| Edició  | Temporada | Campió d'estiu       | Categoria                      | Campió d'hivern      | refs |
| ------- | --------- | -------------------- | ------------------------------ | -------------------- | ---- |
| I       | 1958      | CN Barcelona (1)     |                                |                      |      |
| II      | 1959      | CN Barcelona (2)     |                                |                      |      |
| III     | 1960      | SA Barcelona (1)     | [ 4 ]                          |                      |      |
| IV      | 1961      | SA Barcelona (2)     | [ 4 ]                          |                      |      |
| V       | 1962      | SA Barcelona (3)     | [ 4 ]                          |                      |      |
| VI      | 1963      | Club Drink (1)       | [ 5 ]                          |                      |      |
| VII     | 1964      | Club Drink (2)       | [ 5 ]                          |                      |      |
| VIII    | 1965      | Club Drink (3)       | [ 5 ]                          |                      |      |
| IX      | 1966      | Canoe NC (1)         | [ 1 ]                          |                      |      |
| X       | 1967      | Club Drink (4)       | [ 5 ]                          |                      |      |
| XI      | 1968      | CN Kallípolis (1)    |                                |                      |      |
| XII     | 1969      | CN Kallípolis (2)    |                                |                      |      |
| XIII    | 1970      | CN Kallípolis (3)    |                                |                      |      |
| XIV     | 1971      | CN Kallípolis (4)    |                                |                      |      |
| XV      | 1972      | CN Kallípolis (5)    |                                |                      |      |
| XVI     | 1973      | CN Kallípolis (6)    |                                |                      |      |
| XVII    | 1974      | CN Kallípolis (7)    |                                |                      |      |
| XVIII   | 1975      | CN Kallípolis (8)    |                                |                      |      |
| XIX     | 1976      | CN Kallípolis (9)    |                                |                      |      |
| XX      | 1977      | CN Kallípolis (10)   | CN Kallípolis (1)              |                      |      |
| XXI     | 1978      | CN Kallípolis (11)   | CN Kallípolis (2)              |                      |      |
| XXII    | 1979      | CN Kallípolis (12)   | CN Kallípolis (3)              |                      |      |
| XXIII   | 1980      | CN Kallípolis (13)   | CN Kallípolis (4)              |                      |      |
| XXIV    | 1981      | no es disputà        | CN Kallípolis (5)              |                      |      |
| XXV     | 1982      | CN Kallípolis (14)   | CN Kallípolis (6)              |                      |      |
| XXVI    | 1983      | CN Palma (1)         | CN Palma (1)                   |                      |      |
| XXVII   | 1984      | CN Kallípolis (15)   | CN Palma (2)                   |                      |      |
| XXVIII  | 1985      | CN Palma (2)         | CN Kallípolis (7)              |                      |      |
| XXIX    | 1986      | CN Kallípolis (16)   | CN Kallípolis (8)              |                      |      |
| XXX     | 1986-87   | CN Kallípolis (17)   | CN Kallípolis (9)              |                      |      |
| XXXI    | 1987-88   | CN Kallípolis (18)   | CN Kallípolis (10)             |                      |      |
| XXXII   | 1988-89   | CN Kallípolis (19)   | CN Kallípolis (11)             |                      |      |
| XXXIII  | 1989-90   | CN Kallípolis (20)   | CN Kallípolis (12)             |                      |      |
| XXXIV   | 1990-91   | CN Kallípolis (21)   | CN Kallípolis (13)             |                      |      |
| XXXV    | 1991-92   | Real Canoe NC (2)    | CN Kallípolis (14)             |                      |      |
| XXXVI   | 1992-93   | CN Kallípolis (22)   | CN Kallípolis (15)             |                      |      |
| XXXVII  | 1993-94   | CN Kallípolis (23)   | CN Kallípolis (16)             |                      |      |
| XXXVIII | 1994-95   | CN Kallípolis (24)   | no es disputà a nivell absolut |                      |      |
| XXXIX   | 1995-96   | CN Kallípolis (25)   | CN Kallípolis (17)             |                      |      |
| XL      | 1996-97   | CN Kallípolis (26)   | CN Kallípolis (18)             |                      |      |
| XLI     | 1997-98   | CN Kallípolis (27)   | CN Kallípolis (19)             |                      |      |
| XLII    | 1999-99   | CN Kallípolis (28)   | no es disputà a nivell absolut |                      |      |
| XLIII   | 1999-00   | CN Kallípolis (29)   | no es disputà                  |                      |      |
| XLIV    | 2000-01   | CN Las Palmas (1)    | CN Las Palmas (1)              |                      |      |
| XLV     | 2001-02   | CN Kallípolis (30)   | CN Kallípolis (20)             |                      |      |
| XLVI    | 2002-03   | CN Kallípolis (31)   | CN Kallípolis (21)             |                      |      |
| XLVII   | 2003-04   | CN Kallípolis (32)   | CN Metropole (1)               |                      |      |
| XLVIII  | 2004-05   | AD Sincro Retiro (1) | CN Kallípolis (22)             |                      |      |
| XLIX    | 2005-06   | AD Sincro Retiro (2) | CN Kallípolis (23)             |                      |      |
| L       | 2006-07   | AD Sincro Retiro (3) | CN Kallípolis (24)             |                      |      |
| LI      | 2007-08   | CN Kallípolis (33)   | AD Sincro Retiro (1)           |                      |      |
| LII     | 2008-09   | CN Granollers (1)    | Rut. tècnica                   | CN Kallípolis (25)   |      |
| LII     | 2008-09   | CN Granollers (1)    | Rut. lliure                    | CN Kallípolis (26)   |      |
| LIII    | 2009-10   | CN Granollers (2)    | Rut. tècnica                   | CN Kallípolis (27)   |      |
| LIII    | 2009-10   | CN Granollers (2)    | Rut. lliure                    | CN Kallípolis (28)   |      |
| LIV     | 2010-11   | Real Canoe NC (3)    | Rut. tècnica                   | CN Kallípolis (29)   |      |
| LIV     | 2010-11   | Real Canoe NC (4)    | Rut. lliure                    | CN Kallípolis (30)   |      |
| LV      | 2011-12   | Real Canoe NC (5)    | Rut. tècnica                   | AD Sincro Retiro (2) |      |
| LV      | 2011-12   | Real Canoe NC (6)    | Rut. lliure                    | Real Canoe NC (1)    |      |
| LVI     | 2012-13   | CN Kallípolis (34)   | Rut. tècnica                   |                      |      |
| LVI     | 2012-13   | CN Kallípolis (35)   | Rut. lliure                    |                      |      |
| LVII    | 2013-14   | CN Kallípolis (36)   | Rut. lliure                    |                      |      |
| LVIII   | 2014-15   | CN Kallípolis (37)   | Rut. lliure                    |                      |      |
| LIX     | 2015-16   | CN Kallípolis (38)   | Rut. lliure                    |                      |      |
| LX      | 2016-17   | CN Kallípolis (39)   | Rut. lliure                    |                      |      |
| LXI     | 2017-18   | CN Kallípolis (40)   | Rut. tècnica                   |                      |      |
| LXI     | 2017-18   | CN Kallípolis (41)   | Rut. lliure                    |                      |      |
| LXII    | 2018-19   | CN Kallípolis (42)   | Rut. tècnica                   |                      |      |
| LXII    | 2018-19   | CN Sabadell (1)      | Rut. lliure                    |                      |      |

## Palmarès
| Club                               | Campió d'estiu | Campió d'hivern | Total |
| ---------------------------------- | -------------- | --------------- | ----- |
| Club Natació Kallípolis            | 42             | 30              | 72    |
| Real Canoe Natación Club           | 6              | 1               | 7     |
| Asociación Deportiva Sincro Retiro | 3              | 2               | 5     |
| Societat Atlètica Barcelona        | 3              | 0               | 3     |
| Club Drink                         | 3              | 0               | 3     |
| Club Natació Palma                 | 2              | 2               | 4     |
| Club Natació Granollers            | 2              | 0               | 2     |
| Club Natación Las Palmas           | 1              | 1               | 2     |
| Club Natación Metropole            | 0              | 1               | 1     |
| Club Natació Sabadell              | 1              | 0               | 1     |